# 格拉斯哥 (蒙大拿州)
格拉斯哥，是美国西北部蒙大拿州的一座城镇，亦是瓦利縣縣治所在。根据2010年美国人口普查，该城镇的人口为3,250人，在蒙大拿州排行第24。使用北美山区时区（UTC-7，夏季为UTC-6）作为标准时间。
本城取名自蘇格蘭港口格拉斯哥。

## 地理
格拉斯哥的座標為48°11′54″N 106°38′7″W / 48.19833°N 106.63528°W（48.198252,-106.635402）。根據2000年人口普查，本城面積為1.43平方英里（3.70平方），沒有水域。本城海拔為2,093英尺（638）。